# 福島県立福島南高等学校
福島県立福島南高等学校（ふくしまけんりつ ふくしまみなみこうとうがっこう）は、福島県福島市渡利に所在する県立高等学校。通称「南高（みなみこう）」。

## 概要
県内の公立高校では唯一、フランス語の授業がある。ただし、国際文化科のみで尚且つ選択授業のため、全員がフランス語を習うわけではない。フランス語を選択しない生徒は外国人による英語を教わる。授業内容は小説を和訳することであり、通訳としての能力を高校から上げていく方針。
定時制の福島県立福島中央高等学校の施設を活用して開校し、今日まで共有している。ただし、南高の生徒の教室は共有していない。南高の校長が退任した後に中央高校の校長になることもある。
開学時、福島国際高校と福島南高校の二案が出されたが、最終的に福島南高校と命名された。
スーパーイングリッシュランゲージハイスクールに文部科学省より平成19年度より指定される。
国際交流に積極的な教育活動を展開しており、イギリスのケステブン・グランサム女子中等学校(Kesteven and Grantham Girls' School)と姉妹校協定を結んでいる。相互にホームステイと受け入れの体制を取り、本校の生徒は例年7月にイギリスへ渡航・滞在し、10月にイギリスからの生徒を受け入れている。学校側では日本の伝統文化である箏の演奏を体験してもらったり、放課後の茶道部の活動に参加してもらったりなどして異文化理解をはかっている。このプログラムに参加した国際文化科の生徒は特別に単位認定を受けることができる。新型インフルエンザの大流行やアメリカ同時多発テロ事件、東日本大震災の影響で実施が出来ない年度も存在している。
また、国際交流や留学に積極的であり、東京や有名高校を断られた生徒も受け入れている。これは過去に民間校長や教師ながら国選留学を受けた教師の計らいであり、伝統的に続いている。
交換留学は国際文化科のみではなく、文理科、情報会計科の生徒でも希望は可能であるが、事前に教師や専属の外国人講師の面接をパスする必要がある。
福島県内では、郡山市の福島県立あさか開成高等学校といわき市の福島県立いわき光洋高等学校も同じく定時制高校の施設を活用して全日制課程を開校したが、後に定時制と全日制の校舎を分離している。
文化祭は3年に一度であるが、文化祭が無い年度には体育祭は毎年最低2回は行われる。グランサム高校からの交換留学を記念して体育祭が行われるため、3回や4回になることもある。文化祭は公開のみで学校内での文化祭は存在しない。
現在は夏の水泳の授業はなくなっている。

### 設置課程
- 全日制課程
  - 文理科
  - 国際文化科
  - 情報会計科

### 校訓
- 律啓創(りつ・けい・そう)

生徒諸君が自らを自身で律し、輝く未来を自ら啓き創ってほしいという願いが込められている。

### 校歌
- 作詞: 谷川俊太郎
- 作曲: 湯浅譲二

## 沿革
- 1987年 4月 - 開校式および第1回入学式を挙行。
- 1989年10月16日 - 校歌制定。
- 1993年 9月 - 英国ケステブン・グランサム女子中等学校と姉妹校提携合意書締結。
- 2007年 - スーパー･イングリッシュ･ランゲージ･ハイスクールに指定。
- 2011年 - 国際文化科募集定員を1クラス40名＋外国人生徒・海外帰国生徒に変更。
- 2012年 - 国際文化科募集定員を2クラス80名＋外国人生徒・海外帰国生徒に再変。

## 進路概況
- 国公立大学の合格者数は、例年30人前後である。
- 専門学科に分かれているため、全体的な成績よりも自身の特化した成績を活かす傾向にあり、私立大学、専門学校等への進学者が多い。
- 文理科、国際文化科の大学及び専門学校の進学は95%であり、卒業後に就職する生徒はクラスに1〜2名程度である。しかし情報会計科は在学中に専門学校レベル以上の資格を取得するため、卒業後に就職する生徒が半分程度いる。

## 部活動
部活動への参加は強制ではなく、自由参加。所属していない生徒は半分を占める。

### 運動部
弓道、硬式テニス、サッカー、山岳、水泳、バスケットボール、バドミントン、バレーボール、陸上

### 文化部
英語研究、演劇、科学研究、合唱、茶道、情報処理研究、吹奏楽、簿記研究、ダンス

## 交通
- 徒歩
  - JR東日本・阿武隈急行・福島交通福島駅下車徒歩25分
- 路線バス
  - 2010年、福島交通福島駅東口8番ポール「渡利北回り」か「渡利南回り」を南高校・中央高校バス停にて下車（所要時間約9分）。[1]

## 著名な出身者
- 千葉麗子（タレント、実業家、ヨガ講師）芸能活動のため、東京都立代々木高等学校（現在は廃校）へ転校。
- 本田朋（元福島県議会議員）
- 半澤凌太（プロバスケットボール選手）